# Guire Poulard
Guire Poulard (Petit-Goâve, 6 de enero de 1942-Puerto Príncipe, 9 de diciembre de 2018) fue un obispo católico haitiano, arzobispo de Puerto Príncipe, Haití desde enero de 2011 hasta octubre de 2017.

## Biografía
Fue ordenado presbítero el 25 de junio de 1972 sirviendo a la arquidiócesis de Puerto Príncipe.

### Episcopado
El 25 de febrero de 1988 el papa Juan Pablo II lo nombra obispo de Jacmel. Fue consagrado el 15 de mayo siguiente por Paolo Romeo, nuncio en Haití. El 9 de marzo de 2009, es transferido a la sede episcopal de Los Cayos.
Es nombrado arzobispo de Puerto Príncipe el 12 de enero de 2011, sucediendo en dicha sede a Mons. Joseph Miot.